# Hanbel
Pour les articles homonymes, voir Tapis (homonymie).
le Hanbel (en arabe : حنبل) est un type de tapis de laine algéro-marocain, notamment une spécialité de Tlemcen pour ce qui est de l'Algérie et de la ville de Salé pour le Maroc.

## Origines
Les origines de ce tapis sont vagues, bien qu'anciens ces derniers ressemblent aux tapis berbères. Il fut pendant longtemps une spécialité de l'ancienne ville de Salé avant d’être adopté par les artisans rbatis. Il est tissé aussi dans les villes de Zemmour, d'Ouzguita et de Zaiane[réf. nécessaire]. 

« Le hanbel de Salé diffère autant du tapis de Rabat que celui du Haut Atlas et, pourtant, seul l'oued Bou Regreg sépare ces deux villes »

Les couvertures appelées par les Portugais hambels étaient tissées dans tout le royaume zianide et exportées par le port d'Oran.

## Description
Les hanbels sont des tapis qui se distinguent par leur solidité et par leur légèreté par rapport aux tapis à haute laine et à points noués. Ils sont utilisés comme décoration ou couverture. Il alterne entre plusieurs motifs géométriques dans le sens de la longueur tels que les triangles à merlons (comme l'exige la tradition picturale berbère), des zigzags, des croisillons, des chaînettes, etc. composent le répertoire ornemental. Il est composé d'un décor de points noués avec de larges listels aux chevrons pennés à points tissés et formé de losanges grands et petits comme les kilims de Caramanie. Il composé de plusieurs rayures claires ou noires.   